# Diemelsee (gemeente)
Diemelsee is een gemeente in de Duitse deelstaat Hessen, en maakt deel uit van de Landkreis Waldeck-Frankenberg.
Diemelsee telt 4.711 inwoners.
De gemeente ligt, evenals westerbuur Willingen, in het Upland genoemde gedeelte van het Rothaargebergte.

## Plaatsen

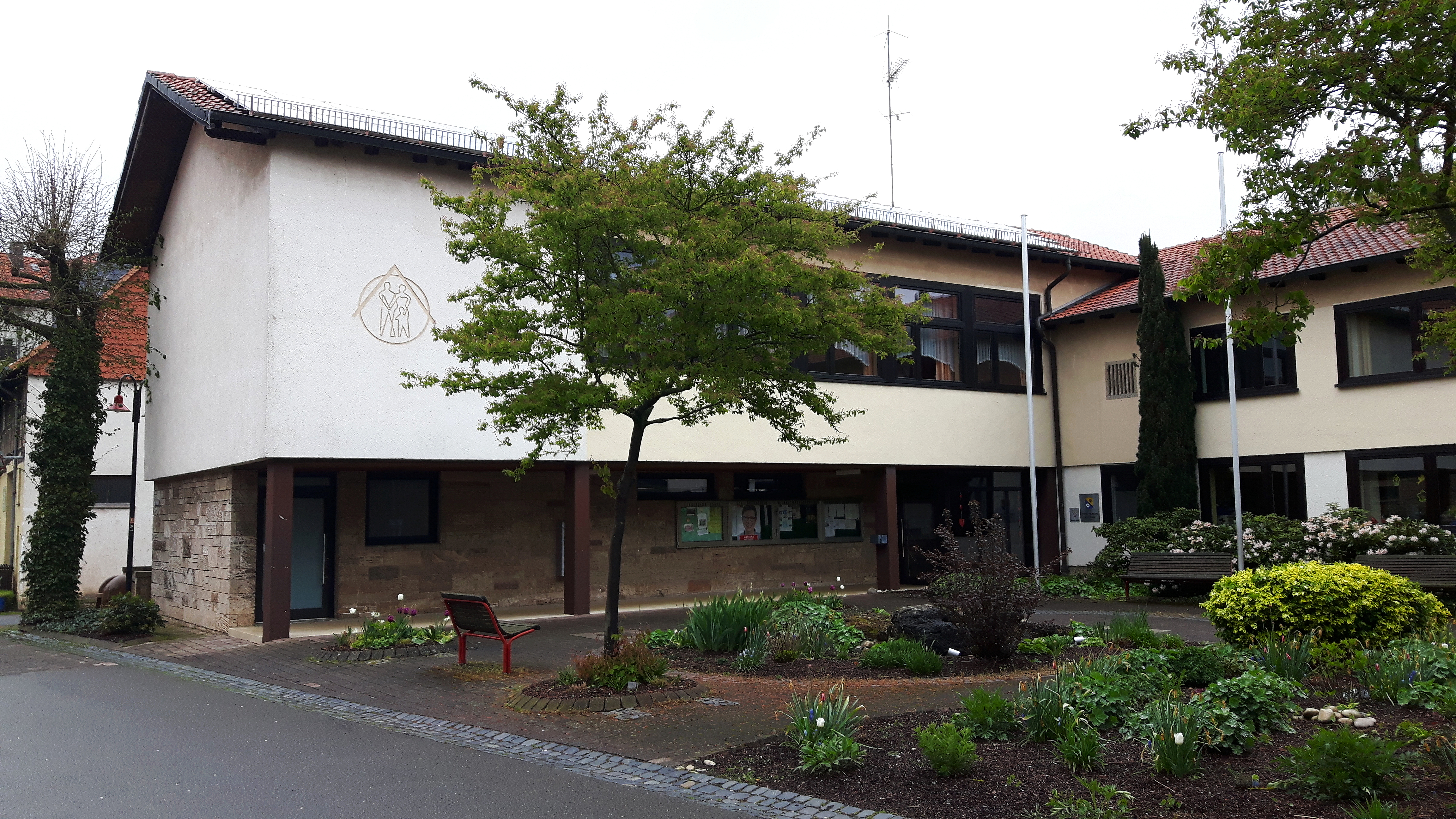
Gemeentehuis

De gemeente Diemelsee bestaat uit de volgende 13 Ortsteile (dorpen); tussen haakjes het aantal inwoners per Ortsteil, volgens een gemeentestatistiek d.d. juni 2020, alleen hoofdbewoners:
- Adorf (1.592); in dit dorp staat het gemeentehuis
- Benkhausen (151)
- Deisfeld (83)
- Flechtdorf (529)
- Giebringhausen (132)
- Heringhausen (395)
- Ottlar (157)
- Rhenegge (437)
- Schweinsbühl (119)
- Stormbruch (284)
- Sudeck (135)
- Vasbeck (551)
- Wirmighausen (377)

Het overgrote deel van de christenen in de gemeente (80 à 90%) is evangelisch-luthers.

### Heringhausen
Heringhausen is een bekend kuuroord aan de Diemelsee. De plaats ligt in het Waldeck, de hooglanden en Sauerland, in het noorden van Hessen. In 2023 kijkt het dorp terug op een 1000 jaar oude geschiedenis. Er is een historische band tussen Heringhausen en Nederland. Emma van Waldeck-Pyrmont trouwde met Willem III, de koning van Nederland en was  koningin-regentes van de Nederlanden van 1890 tot 1898.

## Bezienswaardigheden

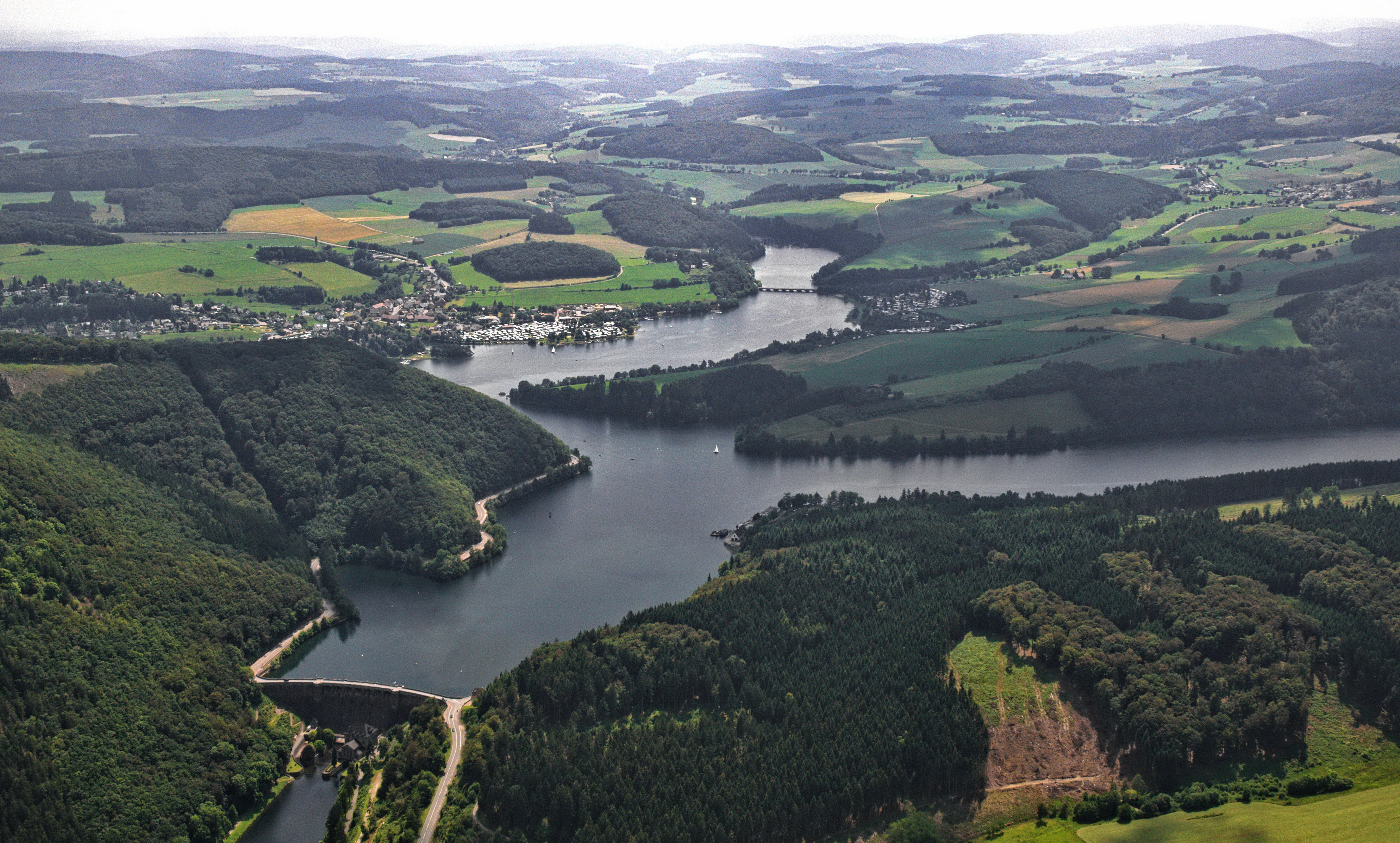
De Diemelsee
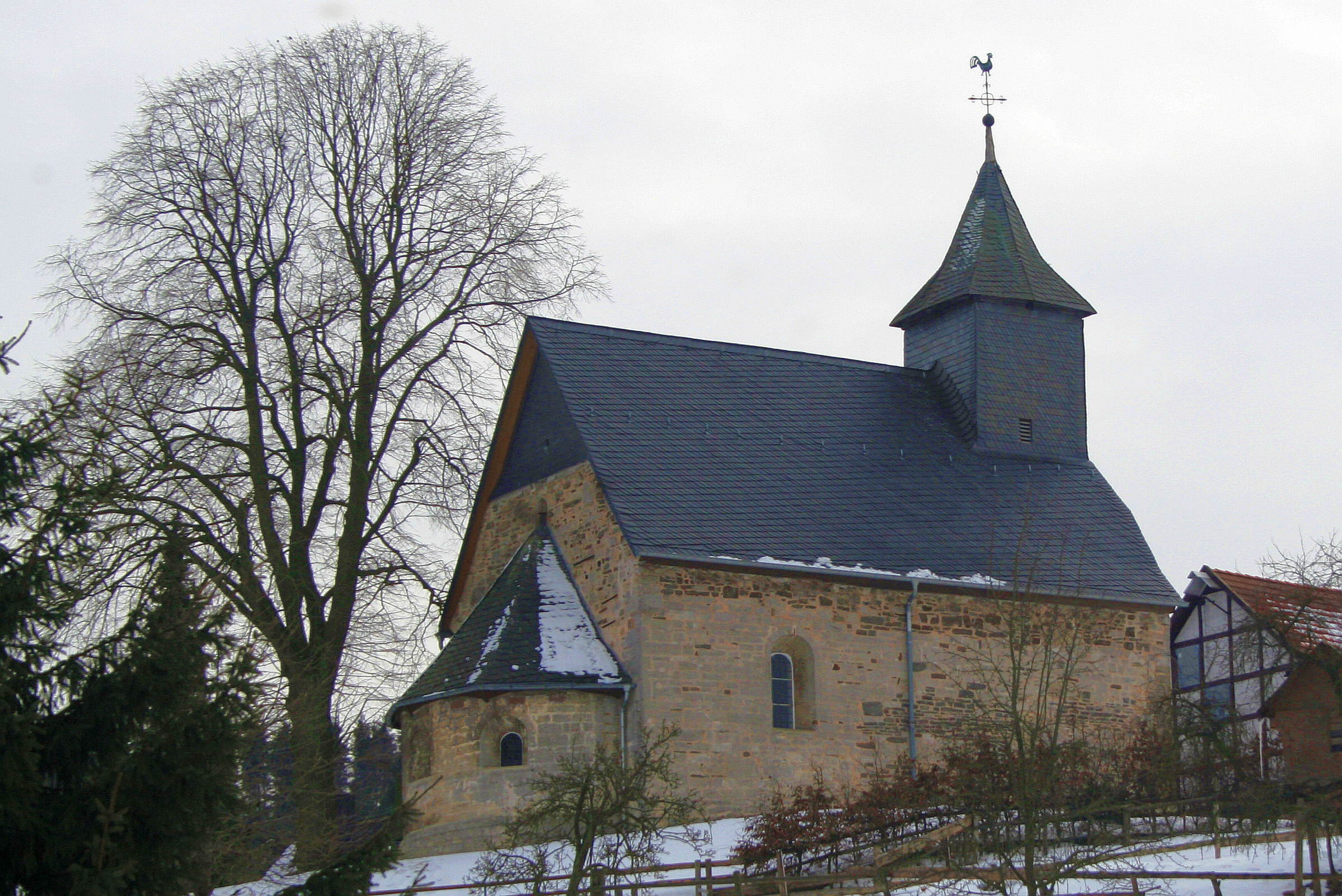
St. Joriskerk, Schweinsbühl
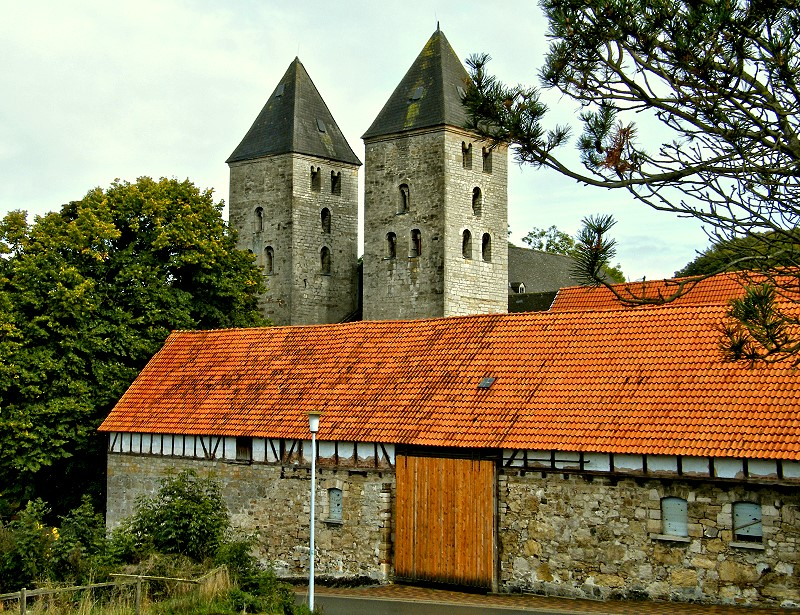
Voormalig klooster Flechtdorf
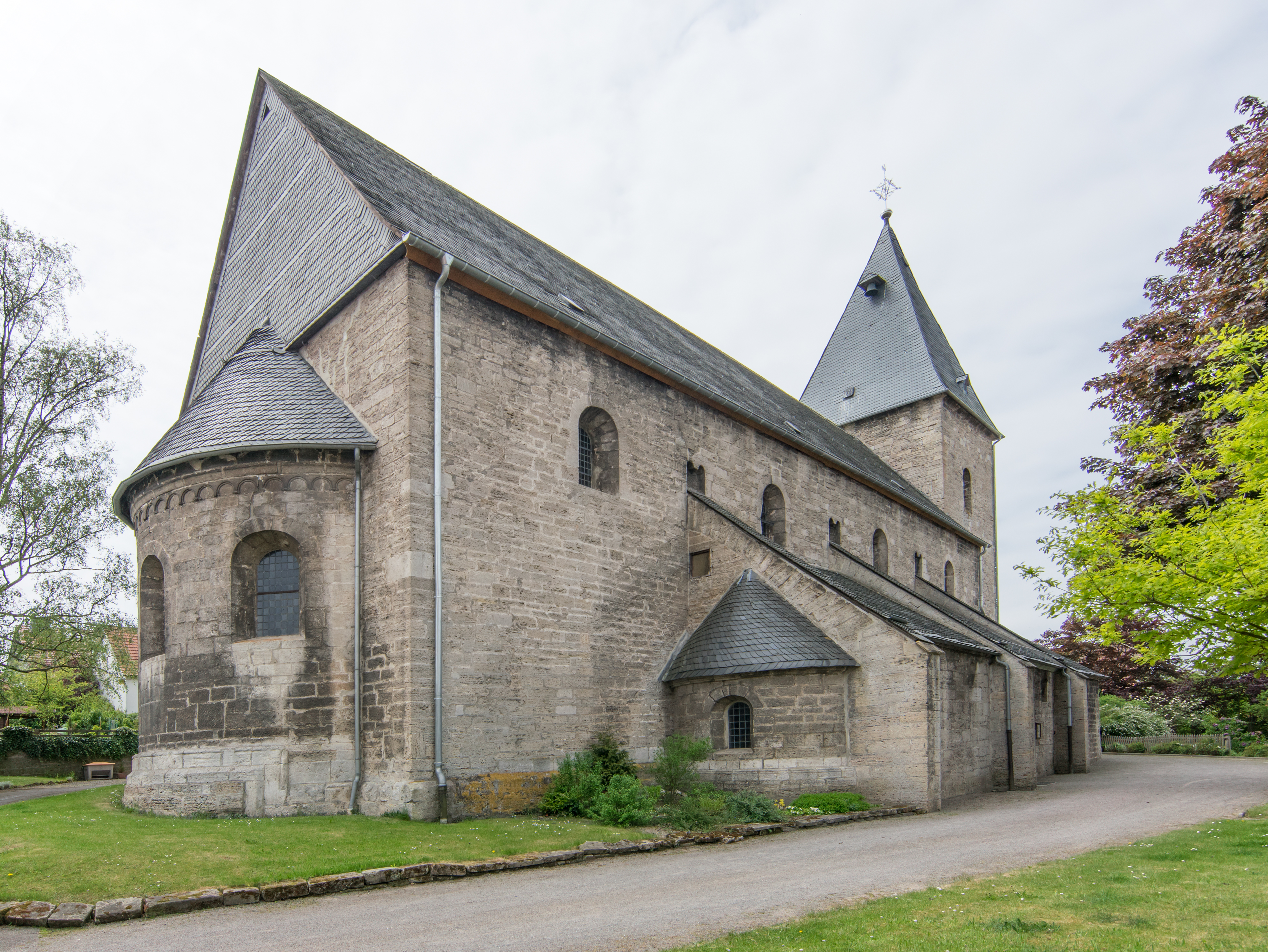
Johannes-de-Doperkerk, Adorf
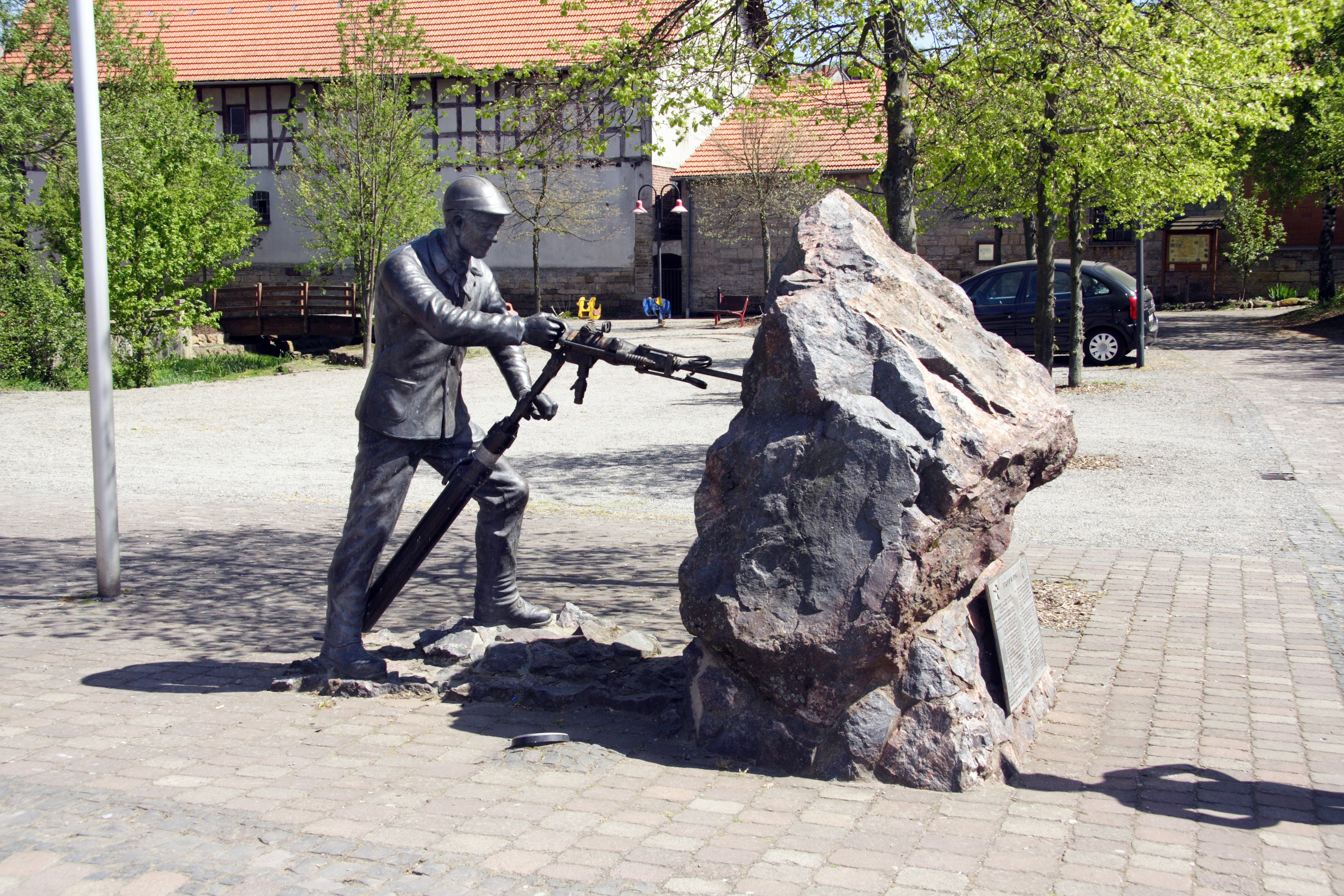
Mijnwerkersmonument, Adorf

Bekendste attractie is het stuwmeer de Diemelsee, waarnaar de gemeente heet.
Enkele dorpen in de gemeente bezitten oude kerkjes en kloosters:
- De romaanse, 12e-eeuwse, evangelisch-lutherse Sint-Joriskerk te Schweinsbühl
- De kerk van het voormalige klooster te Flechtdorf, dat vanaf de 12e eeuw tot aan de Reformatie in de 16e eeuw een benedictijner klooster was,  is bezienswaardig. Een gedeelte van de aanpalende kloostergebouwen is bewaard gebleven en is in gebruik als bejaardentehuis.
- De romaanse, 12e-eeuwse, evangelisch-lutherse Johannes-de-Doperkerk van Adorf met haar vierkante toren

Adorf was eeuwenlang, tot de mijnsluiting in 1963, een centrum van ijzerertswinning. Ter plaatse is in een voormalige mijn nog een klein museum aan deze industrie gewijd.

## Economie
De gemeente heeft het toerisme als voornaamste bestaansmiddel. Diemelsee ligt dicht bij bekende wintersportplaatsen als  Willingen en Winterberg. Daarnaast is er sprake van enig midden- en kleinbedrijf van uitsluitend lokaal en regionaal belang.
Een vrij grote, in 1960 te Flechtdorf opgerichte fabriek van landbouwmachines, Weidemann, is in 2021 naar het naburige Korbach verhuisd.
Allendorf (Eder) ·
Bad Arolsen ·
Bad Wildungen ·
Battenberg (Eder) ·
Bromskirchen ·
Burgwald ·
Diemelsee ·
Diemelstadt ·
Edertal ·
Frankenau ·
Frankenberg (Eder) ·
Gemünden (Wohra) ·
Haina (Kloster) ·
Hatzfeld (Eder) ·
Korbach ·
Lichtenfels ·
Rosenthal ·
Twistetal ·
Vöhl ·
Volkmarsen ·
Waldeck ·
Willingen (Upland)